# Bereźno
Bereźno (biał. Беражна) – wieś na Białorusi w rejonie korelickim obwodu grodzieńskiego. W latach 1921–1939 wchodziła w skład II Rzeczypospolitej.
Znajduje się tu parafialna cerkiew prawosławna pw. Kazańskiej Ikony Matki Bożej.

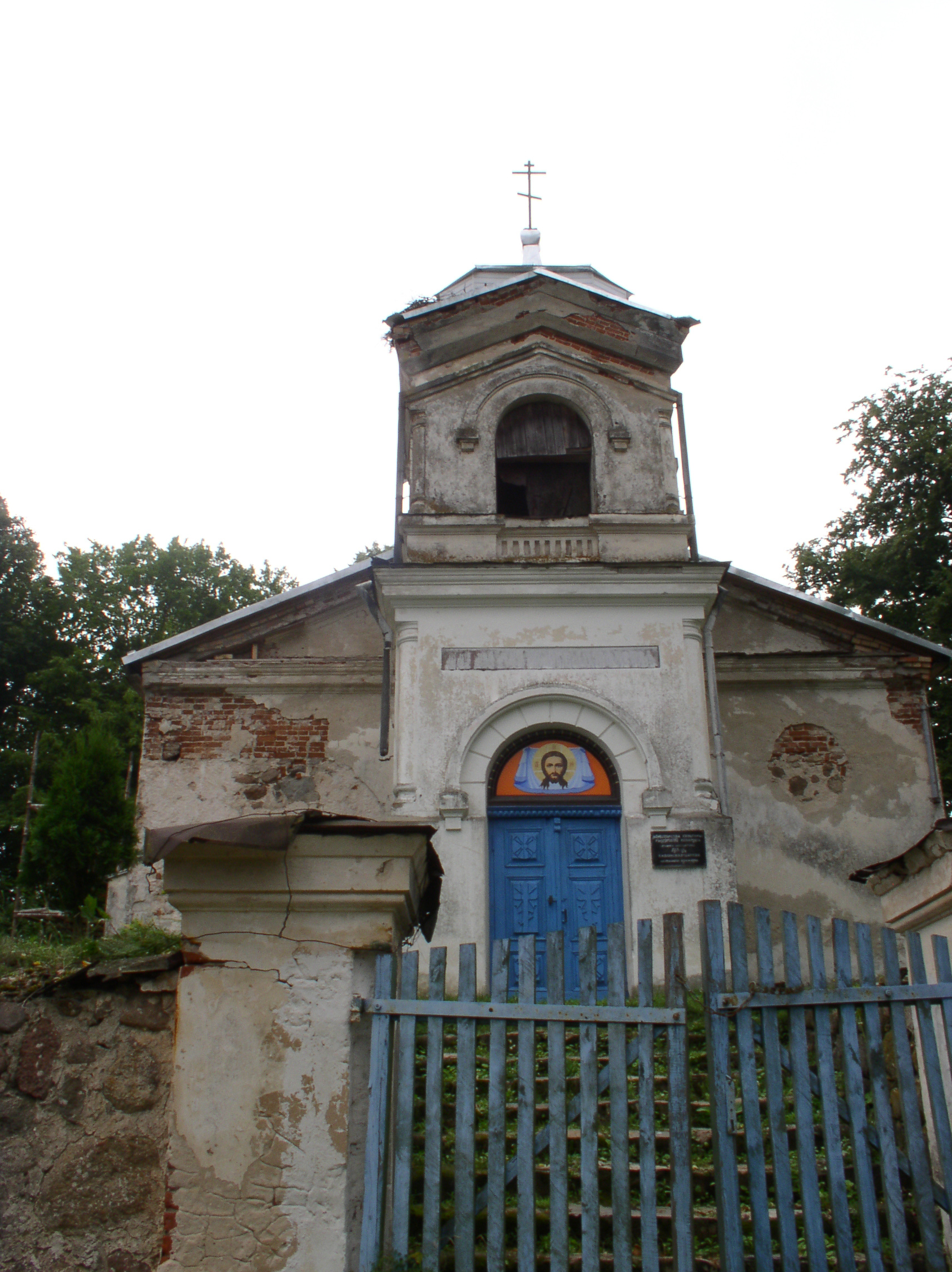
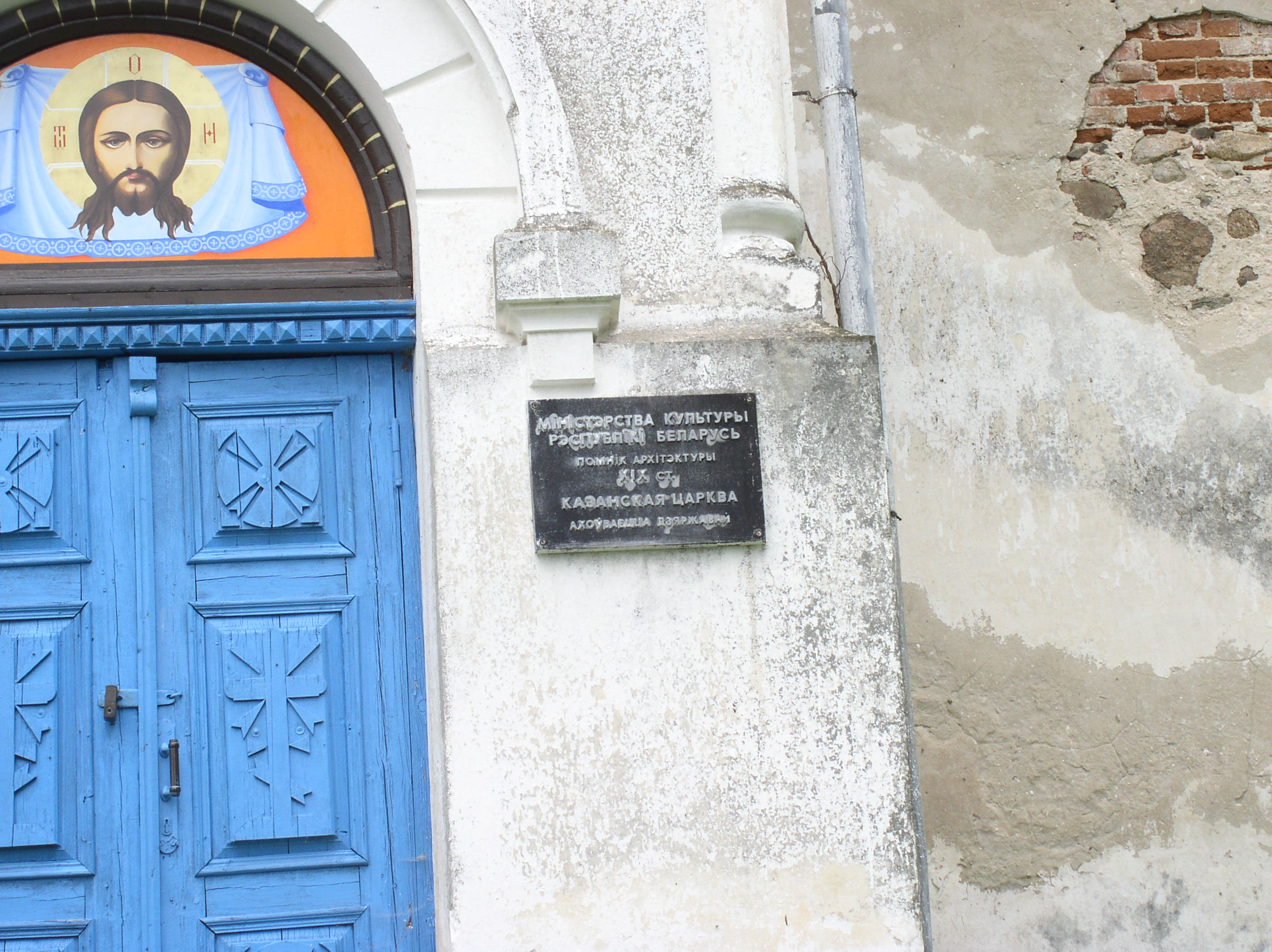
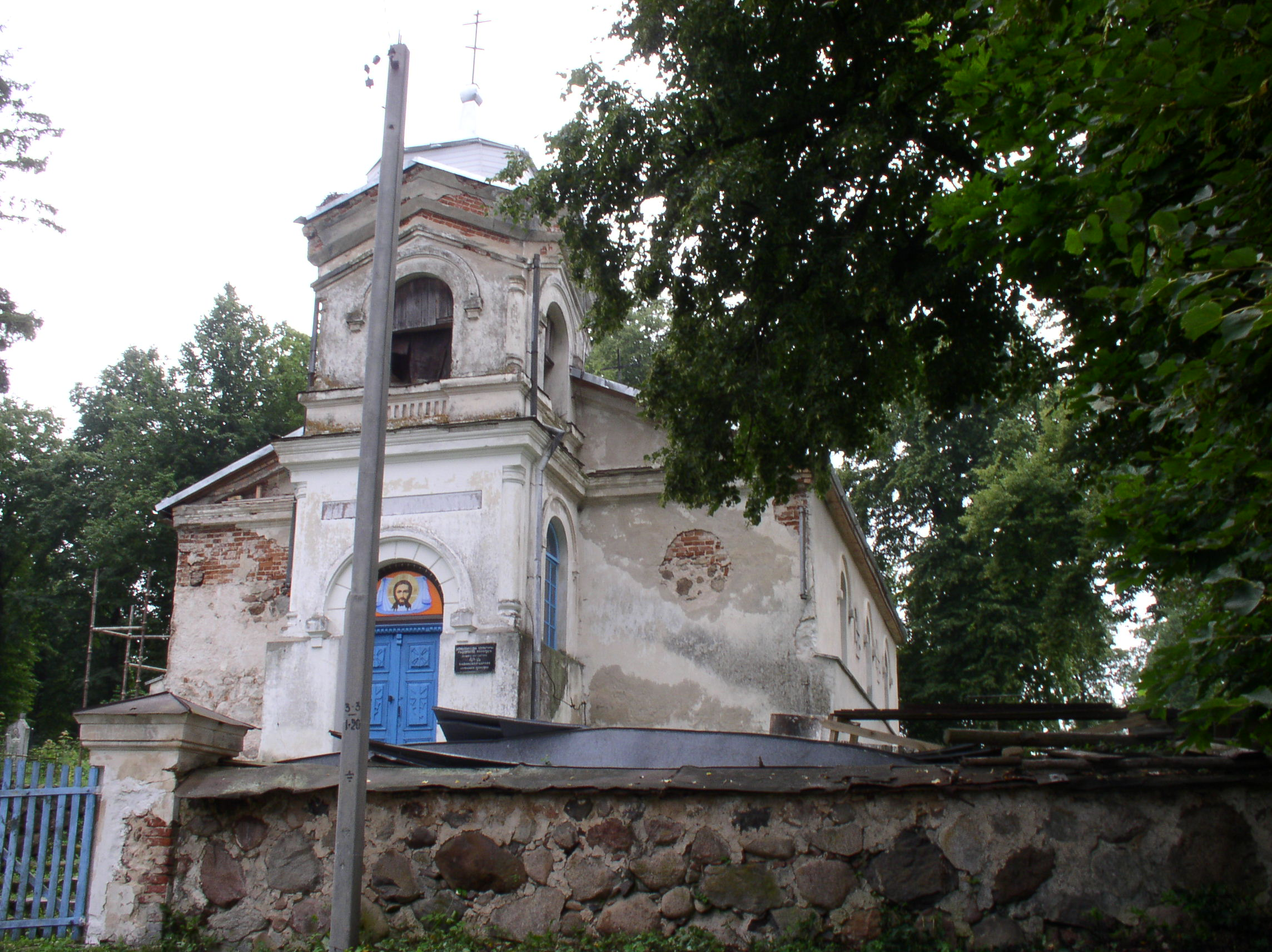